# 라쿠라쿠엔역
라쿠라쿠엔역(일본어: 楽々園駅)은 일본 히로시마현 히로시마시 사에키구에 위치한 히로시마 전철 미야지마 선의 철도역이다. 역 번호는 M 30이며, 상대식 승강장 2면 2선의 구조를 갖춘 지상역이다.

## 이용 현황
| 연도 | 1일 평균 승차 인원 | 1일 승차수 | 1일 정기 | 1일 정기 외 |
| ---- | ------------------ | ---------- | -------- | ----------- |
| 1998 | 5,634.8            | 2,060,000  | 663,000  | 1,397,000   |
| 1999 | 5,377.0            | 1,968,000  | 611,000  | 1,357,000   |
| 2000 | 5,137.0            | 1,875,000  | 581,000  | 1,294,000   |
| 2001 | 4,904.1            | 1,790,000  | 564,000  | 1,226,000   |
| 2002 | 4,805.5            | 1,754,000  | 554,000  | 1,200,000   |
| 2003 | 4,765.0            | 1,744,000  | 557,000  | 1,187,000   |
| 2004 | 4,293.2            | 1,567,000  | 540,000  | 1,027,000   |
| 2005 | 4,476.7            | 1,634,000  | 537,000  | 1,097,000   |
| 2006 | 4,427.4            | 1,616,000  | 536,000  | 1,080,000   |
| 2007 | 4,384.8            | 1,605,000  | 547,000  | 1,058,000   |
| 2008 | 4,185.7            | 1,528,000  | 515,000  | 1,013,000   |
| 2009 | 3,793.7            | 1,365,000  | 451,000  | 914,000     |
| 2010 | 3,572.6            | 1,304,000  | 393,000  | 911,000     |
| 2011 | 3,623.0            | 1,326,000  | 377,000  | 949,000     |
| 2012 | 3,597.3            | 1,313,000  | 366,000  | 947,000     |
| 2013 | 3,619.2            | 1,321,000  | 361,000  | 960,000     |
| 2014 | 3,621.9            | 1,322,000  | 361,000  | 961,000     |
| 2015 | 3,673.1            | 1,344,000  | 366,000  | 979,000     |
| 2016 | 3,704.1            | 1,352,000  | 360,000  | 992,000     |

## 역 주변
- 히로시마 공업 대학
- 히로시마 시 사에키 구 스포츠 센터

## 역사
- 1924년 4월 6일 : 미야지마 선의 구사쓰마치 역 - 하쓰카이치마치 역 간이 개통, 스미노하마 역이 개업.
- 1935년
  - 8월 : 임시 정류장이, 「시오하마카이스요쿠조마에」라는 이름으로 개설.
  - 12월 1일 : 임시 정류장으로 대체해서 이 역이 시오하마역으로서 개업. 스미노하마 역 폐지.
- 1936년 9월 8일 : 라쿠라쿠엔 유원지 개업. 맞춰서 라쿠라쿠엔역으로 개칭.
- 1965년 7월 20일 : 라쿠라쿠엔유엔치역으로 개칭.
- 1971년
  - 8월 31일 : 라쿠라쿠엔 유원지 폐원.
  - 9월 1일 : 라쿠라쿠엔역으로 다시 개칭.
- 1981년 1월 31일 : 승강장이 개량됨.
- 1986년 3월 31일 : 라쿠라쿠엔 역 빌딩 준공.
- 2004년 4월 : 정기권 창구에서 상비권 취급 종료.

## 인접 역
| 히로시마 전철 미야지마 선                       | 히로시마 전철 미야지마 선 | 히로시마 전철 미야지마 선                     |
| ----------------------------------------------- | ------------------------- | --------------------------------------------- |
| M 29 사에키쿠야쿠쇼마에 히로덴니시히로시마 방면 | ■ 미야지마 선             | 산요조시다이마에 M 31 히로덴미야지마구치 방면 |